# Pelycodus
Pelycodus és un gènere extint de primats de la família dels notàrctids que visqueren a Europa i Nord-amèrica durant l'Eocè. Se n'han trobat restes fòssils als Estats Units, França i el Regne Unit. Anteriorment contenia les espècies actualment classificades en el gènere Cantius, amb el qual té una relació molt propera. Els representants d'aquest grup eren frugívors. Les estimacions basades en la mida de la primera dent molar indiquen que devien pesar entre 4,5 i 6,3 kg.
Pelycodus és un dels animals que apareixen en el mural The Age of Mammals de Rudolph Zallinger. Segons l'escriptor David Rains Wallace, la seva representació en aquesta obra evoca el bruixot de les pintures rupestres de la gruta de Trois Frères.